# Aung San Suu Kyi
Aung San Suu Kyi (tiếng Miến Điện: အောင်ဆန်းစုကြည်; MLCTS: aung hcan: cu. krany; [ʔàʊɰ̃ sʰáɰ̃ sṵ tɕì]; sinh ngày 19 tháng 6 năm 1945) là một chính khách người Myanmar, Chủ tịch Đảng Liên minh Quốc gia vì Dân chủ (NLD) của Myanmar. Trong cuộc bầu cử phổ thông năm 1990, NLD giành 59% tổng số phiếu và 81% (392 trên 485) ghế trong nghị viện. Tuy nhiên, bà chưa bao giờ được nhậm chức thủ tướng và đã bị chính quyền quân sự quản thúc tại gia trước khi cuộc bầu cử diễn ra. Bà chịu sự quản thúc tại gia của chính quyền quân sự trong gần 15 năm trong tổng số 21 năm quản chế cho đến khi được thả lần gần đây nhất vào tháng 11 năm 2010, qua đó trở thành một trong những tù nhân chính trị được biết đến nhiều nhất trên thế giới.
Năm 1990, Suu Kyi được trao tặng Giải tưởng niệm Thorolf Rafto và Giải thưởng Sakharov cho Tự do Tư tưởng. Bà tiếp tục được trao tặng giải Nobel Hòa bình năm 1991  và Giải Jawaharlal Nehru cho sự Thông cảm quốc tế của chính phủ Ấn Độ cùng Giải thưởng Simón Bolívar của chính phủ Venezuela vào năm 1992. Năm 2007, chính phủ Canada công nhận Suu Kyi là công dân danh dự của Canada, bà là người thứ tư có được vinh dự này. (nhưng năm 2018 bà đã bị tước danh hiệu này). Năm 2011 bà được trao tặng Huy chương Wallenberg.. Hiện nay bà là hội viên danh dự của Câu lạc bộ Madrid. Ngày 19 tháng 12 năm 2012, bà được trao tặng Huân chương Vàng Quốc hội (Congressional Gold Medal), một trong hai giải thưởng cao quý nhất của Hoa Kỳ, bên cạnh Huân chương Tự do Tổng thống.
Ngày 1 tháng 4 năm 2012, Đảng Liên minh Quốc gia vì Dân chủ thông báo Suu Kyi đã trúng cử vào Pyithu Hluttaw, cơ quan Hạ viện của Myanmar, đại diện cho khu vực Kawhmu; NLD cũng giành được 43 trên 45 ghế trống trong Hạ viện. Kết quả cuộc bầu cử đã được xác nhận bởi các ủy ban bầu cử chính thức vào ngày hôm sau.
Ngày 6 tháng 6 năm 2013, Suu Kyi cho biết tại trang web của Diễn đàn Kinh tế Thế giới rằng bà muốn tham gia tranh cử vào vị trí người lãnh đạo cao nhất của Myanmar vào năm 2015. Năm 2015, Đảng NLD của bà Suu Kyi giành thắng lợi áp đảo trong cuộc tổng tuyển cử quốc hội. Tuy nhiên, hiến pháp Myanmar do quân đội soạn thảo năm 2008 cấm bà Suu Kyi làm tổng thống vì người chồng Michael Aris và hai con trai của bà đều mang quốc tịch Anh, do vậy bà nói là "sẽ đứng trên tổng thống". Ngày 2 tháng 4 năm 2016, bà chính thức trở thành "cố vấn quốc gia Miến Điện", một chức vụ được tạo ra riêng cho bà, là cố vấn nhà nước đầu tiên của Myanmar, chức vụ hay được xem tương đương thủ tướng.
Chính phủ mới của Myanmar của Suu Kyi ban đầu được phương Tây ca ngợi là "biểu tượng dân chủ" và sẽ tạo ra nhiều cải cách, nhưng những lời ca ngợi này sớm qua đi. Không còn là "nhà hoạt động đối lập" mà đã trở thành lãnh đạo, Suu Kyi sớm nhận ra nhiều vấn đề chính trị của Myanmar là không thể giải quyết chỉ bằng các khẩu hiệu "vận động dân chủ" như trước đây bà đã làm, ví dụ như sự khống chế của quân đội tại 3 bộ quan trọng nhất, hoặc Khủng hoảng người tị nạn Rohingya 2015. Bà bị phương tây chỉ trích vì những việc mà họ cho là "sự đàn áp sắc tộc Hồi giáo thiểu số ở tây bắc Myanmar". Truyền thông phương Tây cho rằng Giải Nobel Hòa bình được trao cho Suu Kyi là một "nỗi hổ thẹn", và rằng "bà được tôn vinh vì đã chiến đấu cho sự tự do - và bây giờ bà ấy sử dụng sự tự do đó để biện hộ cho việc giết người của chính bà ta". Đáp lại, Suu Kyi chỉ trích truyền thông phương tây đã thêu dệt nhiều thông tin sai lệch về tình hình Myanmar, đồng thời bà đã dần xa lánh các nước phương Tây và quay sang tìm kiếm sự trợ giúp từ Trung Quốc và Nga
Vào ngày 1 tháng 2 năm 2021, Aung San Suu Kyi bị quân đội Myanmar bắt giữ sau khi họ tuyên bố kết quả tổng tuyển cử tháng 11 năm 2020 là gian dối.

## Danh xưng

Một bức ảnh chân dung gia đình, với Aung San Suu Kyi (mặc đồ trắng) còn chập chững, được chụp năm 1947, ngay trước khi diễn ra vụ ám sát cha mình.

Aung San Suu Kyi, giống như những cái tên Myanmar khác, không có phần tên họ, mà chỉ có một cái tên cá nhân, trong trường hợp của bà xuất phát từ ba phần: "Aung San" từ tên người cha, "Suu" từ tên người bà nội, và "Kyi" từ tên của người mẹ Khin Kyi.
Người Myanmar thường gọi bà là Daw Aung San Suu Kyi. Daw không phải là một phần tên gọi của bà, mà là một danh xưng mang tính kính trọng trong tiếng Myanmar, mang ý nghĩa như "Madame" - "bà", dùng để gọi người phụ nữ lớn tuổi và đáng kính trọng, nghĩa gốc là "cô", "dì". Họ thường gọi Daw Suu và Amay Suu ("Mẹ Suu"), (và thậm chí là "Dì Suu" (Aunty Suu)), và cũng gọi Tiến sĩ Suu Kyi (Dr. Suu Kyi).
Phương tiện truyền thông nước ngoài thường gọi bà là Ms. Suu Kyi, hoặc Miss Suu Kyi.

## Những năm đầu đời

Một bức ảnh chân dung của Khin Kyi và gia đình năm 1948. Aung San Suu Kyi được đặt ngồi trên ghế.

Aung San Suu Kyi sinh ngày 19 tháng 6 năm 1945 tại Rangoon (nay là Yangon). Người cha của bà, Aung San, là người thành lập Tatmadaw, lực lượng vũ trang hiện đại của Myanmar và là người đàm phán về độc lập cho Miến Điện (Burma) khỏi sự thống trị của Đế quốc Anh vào năm 1947; ông bị ám sát bởi phe đối lập vào cùng năm. Bà lớn lên với người mẹ, Khin Kyi, và hai anh trai, Aung San Lin và Aung San Oo, tại Rangoon. Aung San Lin mất sớm vào năm lên tám tuổi, khi bị ngã xuống hồ trong khu vườn của ngôi nhà. Người anh trai còn lại di cư sang San Diego, California, trở thành một công dân Hoa Kỳ. Sau cái chết của Aung San Lin, gia đình chuyển đến một ngôi nhà gần hồ Inya, nơi Suu Kyi gặp rất nhiều người có nguồn gốc, tôn giáo và quan điểm chính trị khác nhau. Bà được đào tạo tại Trường Trung học Anh ngữ Giám lý (bây giờ là Trường Trung học Dagon số 1) trong hầu hết thời thơ ấu tại Miến Điện, nơi bà được ghi nhận có tài năng trong việc học các ngôn ngữ nước ngoài. Bà là một tín đồ Phật giáo Nguyên thủy.

Aung San Suu Kyi năm lên 6 tuổi.

Người mẹ của Suu Kyi, Khin Kyi, trở nên nổi tiếng với vai trò một nhân vật chính trị trong chính phủ Miến Điện mới được thành lập. Bà được bổ nhiệm làm đại sứ Miến Điện đến Ấn Độ và Nepal năm 1960, và Aung San Suu Kyi đi theo mẹ đến đó. Bà học tại Tu viện Chúa Giêsu và Đức mẹ Maria (Convent of Jesus and Mary School) ở New Delhi, và tốt nghiệp Cao đẳng Nữ sinh Lady Shri Ram tại New Delhi với bằng cử nhân chính trị năm 1964. Suu Kyi tiếp tục học tại St Hugh's College, Oxford, lấy bằng cử nhân Triết học, Chính trị và Kinh tế (PPE) năm 1969. Sau khi tốt nghiệp, bà sống tại thành phố New York với Ma Than E, một người bạn của gia đình, người đã từng là một ca sĩ nhạc pop nổi tiếng của Miến Điện. Bà làm việc tại Liên Hiệp quốc trong ba năm, chủ yếu là về các vấn đề ngân sách, viết hàng ngày với chồng tương lai của mình, Tiến sĩ Michael Aris. Cuối năm 1971, Aung San Suu Kyi kết hôn với Aris, một học giả về văn hóa Tây Tạng, sống ở nước ngoài tại Bhutan. Một năm sau, con trai đầu của hai người được sinh ra tại London, Alexander Aris; con trai thứ hai, Kim, sinh năm 1977. Từ năm 1985 đến năm 1987, Suu Kyi tập trung nghiên cứu để lấy bằng Thạc sĩ Triết học (M.Phil) về văn học Miến Điện với vai trò nghiên cứu sinh tại SOAS - Trường Nghiên cứu Phương Đông và châu Phi, thuộc Đại học London. Bà được bầu làm Uỷ viên Danh dự của SOAS năm 1990. Trong hai năm bà là một Ủy viên tại Viện nghiên cứu cao cấp của Ấn Độ (IIAS) ở Shimla, Ấn Độ. Cô cũng làm việc cho chính phủ Liên bang Myanmar.
Năm 1988 Suu Kyi trở về Miến Điện, lúc đầu để chăm sóc người mẹ ốm yếu, nhưng sau đó là để lãnh đạo phong trào dân chủ. Lần viếng thăm của Aris vào Giáng sinh năm 1995 trở thành lần cuối ông và bà Suu Kyi gặp mặt nhau, bởi Suu Kyi vẫn ở Myanmar và chế độ độc tài Myanmar từ chối bất kì thị thực nào của ông sau thời điểm đó. Aris được chẩn đoán bị ung thư tuyến tiền liệt năm 1997 mà sau đó được phát hiện đã vào giai đoạn cuối. Bất chấp lời kêu gọi từ các nhân vật và tổ chức nổi tiếng, bao gồm cả Hoa Kỳ, Tổng thư ký Liên Hiệp quốc Kofi Annan và Giáo hoàng John Paul II, chính phủ Myanmar không cấp thị thực cho Aris, và phát biểu rằng họ không có đủ điều kiện để chú ý đến ông, và thay vào đó kêu gọi Aung San Suu Kyi rời khỏi đất nước để thăm ông. Vào thời điểm này, Suu Kyi vừa tạm thời được gỡ bỏ sự quản thúc tại gia, nhưng bà không bằng lòng rời đất nước, vì lo sợ sẽ bị từ chối tái nhập cảnh nếu rời Myanmar, khi Suu Kyi không tin tưởng vào việc chính quyền quân sự bảo đảm rằng bà có thể trở lại.
Aris qua đời vào ngày sinh nhật lần thứ 53 của mình, ngày 27 tháng 3 năm 1999. Kể từ năm 1989, khi vợ ông lần đầu tiên bị đặt dưới sự quản thúc tại gia, ông chỉ được gặp mặt bà năm lần, lần cuối cùng vào Giáng sinh năm 1995. Bà cũng bị chia cắt với những đứa con, hiện sống tại Anh, nhưng bắt đầu từ năm 2011, họ bắt đầu đến thăm bà tại Myanmar.
Vào ngày 02 tháng 5 năm 2008, sau khi Bão Nargis đi qua Myanmar, Suu Kyi bị mất mái nhà của mình và sống trong bóng tối sau khi mất điện tại nơi cư trú ven hồ đổ nát của mình. Bà sử dụng nến vào ban đêm khi không được cung cấp bất kì máy phát điện nào. Kế hoạch cải tạo và sửa chữa ngôi nhà được công bố vào tháng 8 năm 2009. Suu Kyi được gỡ bỏ lệnh quản thúc tại gia vào ngày 13 tháng 11 năm 2010.

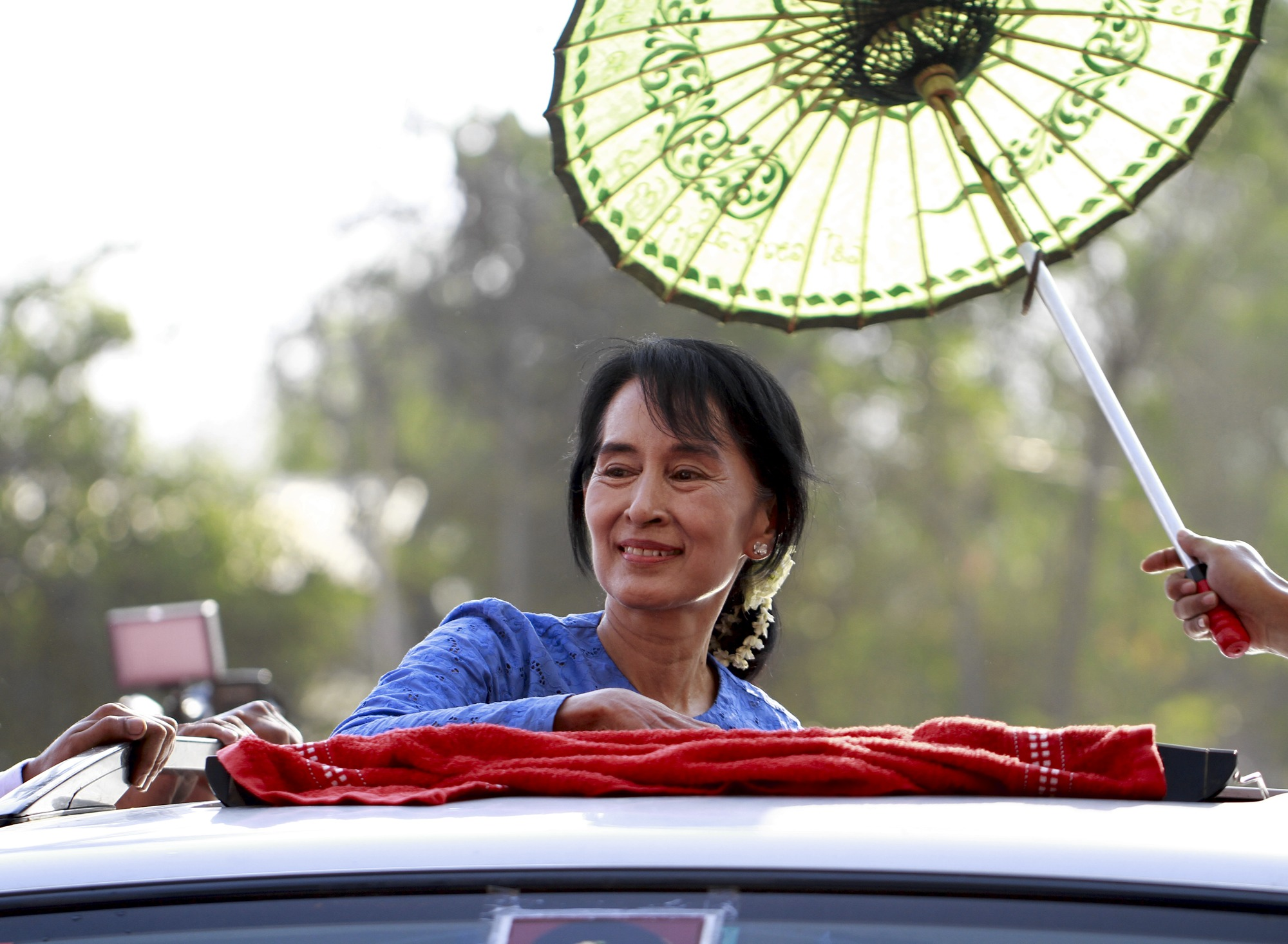
Aung San Suu Kyi đến và có bài phát biểu trước những người ủng hộ trong chiến dịch tranh cử năm 2012 tại địa điểm bỏ phiếu đặt ở thị trấn Kawhmu, Myanmar ngày 22 tháng 3 năm 2012.

## Tiểu sử

### 1945-1964
- 1942: Sĩ quan chỉ huy của quân đội độc lập Miến Điện Aung San, làm quen với Ma Khin Kyi, nữ y tá cao cấp của nhà thương lớn tại Rangoon, nơi ông ta hồi phục sau cuộc hành quân. Hai người kết hôn vào ngày 6 tháng 9.
- 1945: Suu Kyi, con thứ ba của Aung San, ra đời tại Rangoon ngày 19 tháng 6. Người anh kế của Suu Kyi bị chết đuối khi bà còn nhỏ. Người anh cả định cư tại Hoa Kỳ.
- 1947: Tướng Aung San bị ám sát ngày 19 tháng 7, khi Suu Kyi mới hai tuổi. Mẹ là Daw Khin Kyi trở thành một nhân vật trong chính trường, lãnh đạo một số cơ quan về kế hoạch và xã hội. Tướng Aung San được coi là người thành lập Quân đội Miến điện.
- 1948: Liên hiệp Độc lập Miến Điện thành lập ngày 4 tháng 1.
- 1960: Daw Khin Kyi được cử làm đại sứ tại Ấn Độ. Suu Kyi theo mẹ sang New Delhi.
- 1960-1964: Suu Kyi theo học trường trung học và trường Lady Shri Ram College tại New Delhi.

### 1965-1985
- 1964-1967: Học bằng Cử nhân triết, chính trị và kinh tế tại Đại học Oxford. Khi ở Anh, Suu Kyi sống chung với gia đình "cha nuôi" là Sir Gore-Booth, cựu đại sứ và cao ủy Anh Quốc tại Miến Điện, và qua đó làm quen với Michael Aris, một sinh viên người Anh chuyên khảo cứu về văn minh Tây Tạng.
- 1969-1971: Suu Kyi đến New York để học cho xong, sống chung với bạn là Ma Than E, một nhân viên của Liên Hợp Quốc. Qua đó, Suu Kyi tạm ngưng việc học, theo làm phụ tá thư ký, ban tham vấn về điều hành hành chính tại Liên Hợp Quốc. Ngoài giờ làm việc thì làm việc thiện nguyện tại nhà thương, an ủi và đọc sách cho bệnh nhân.
- 1972: Suu Kyi và Michael Aris kết hôn ngày 1 tháng 1. Suu Kyi Theo chồng đi Bhutan. Michael là người dạy tiếng Anh cho hoàng gia Bhutan và là trưởng phòng phiên dịch. Suu Kyi sau đó làm nhân viên khảo cứu cho Bộ Ngoại giao.
- 1973: Hai vợ chồng trở về Luân Đôn. Suu Kyi sinh con đầu lòng Alexander.
- 1977: sinh con thứ nhì là Kim tại Oxford. Trong khi ở nhà nuôi con nhỏ, Suu Kyi bắt đầu viết sách, nghiên cứu về cha của bà và giúp chồng khảo cứu về văn hoá vùng Himalaya.
- 1984: Xuất bản bài về cha mình Aung San trong phần "Các lãnh tụ Á châu" của báo định kỳ Đại học Queensland. (Xem Freedom from Fear, pp. 3–38.)
- 1985: Xuất bản "Đi thăm Miến Điện" cho giới đọc giả trẻ. Xuất bản sách về Nepal và Bhutan (Nhà xuất bản: Burke, London)

### 1985-1988
- 1985-1986: Là học giả nội trú tại Trung tâm nghiên cứu Đông Nam Á của Đại học Kyoto, Suu Kyi tìm hiểu về cha bà trong thời gian ông ở Nhật.
- 1986: Hằng năm, hai con trai của Suu Kyi, Alexander và Kim, về Rangoon thăm bà ngoại và dần dần học hỏi về tu hành đạo Phật.
- 1987: Sau khi được trao bằng thành viên của trường nghiên cứu văn hóa Ấn, Suu Kyi cùng chồng con về cư trú tại Simla. Sau đó về London khi mẹ bà cần mổ mắt vì bệnh cườm thủy tinh thể mắt. Xuất bàn "Thời sự xã hội chính trị Miến Điện trong những năm 1910-1940" trong báo của Đại học Tokyo. (Xem "Freedom from Fear", pp. 140–164.) Gia đình trở về Oxford vào tháng 9. Suu Kyi ghi danh học tại trường London nghiên cứu về châu Á và châu Phi.

### 1988
- 31 tháng 3: Khi nghe tin mẹ bị tai biến mạch máu não trầm trọng, Suu Kyi về Rangoon chăm sóc cho bà.
- 23 tháng 7: Tướng Ne Win, nhà độc tài Myanmar từ năm 1962, từ chức. Những cuộc biểu tình chống đối tiếp tục xảy ra.
- 8 tháng 8: Nhiều cuộc nổi dậy khắp nơi. Chính quyền dùng vũ lực đàn áp, rất nhiều người chết và bị thương.
- 15 tháng 8: Suu Kyi bắt đầu hoạt động chính trị. Bà gửi thư cho chính phủ, kêu gọi thành lập ủy ban cố vấn độc lập về vấn đề bầu cử đa đảng.
- 26 tháng 8: Trong bản tuyên bố đầu tiên trước hàng trăm ngàn công chúng bên ngoài chùa Shwedagon, bà kêu gọi thành lập chính phủ tự do dân chủ. Chồng và hai con trai bà cũng có mặt hôm ấy.
- 18 tháng 9: Chính phủ quân đội Myanmar (SLORC) ban ra hình luật để áp chế các cuộc biểu tình.
- 24 tháng 9: Đảng Liên kết Quốc gia Dân chủ (NLD) thành lập do Suu Kyi làm tổng thư ký. Chủ trương bất bạo động.
- Tháng 10 - 12: Mặc dù bị nhà nước cấm, Suu Kyi tiếp tục đi khắp nơi phát huy, cổ động nhân dân về phong trào tự do, dân chủ.
- 27 tháng 12: Mẹ của Suu Kyi, bà Khin Kyi, chết (thọ 76 tuổi).

### 1989
- 2 tháng 1: tang lễ của Khin Kyi rất lớn. Suu Kyi thề sẽ theo bước mẹ cha phục vụ đồng bào Miến Điện cho đến chết.
- Tháng 1 - tháng 7: Suu Kyi tiếp tục tranh đấu mặc dù bị đàn áp, đe dọa, bắt bớ bởi quân lính nhà nước.
- 17 tháng 2: Suu Kyi bị nhà nước cấm không cho tranh cử.
- 5 tháng 4: Sự kiện tại khu Irawaddy Delta, Suu Kyi can đảm đi thẳng tới trước những nòng súng của quân đội chính phủ đang chĩa vào bà.
- 20 tháng 7: Suu Kyi bị giam lỏng trong nhà, không có án kết. Hai con trai đang sống cùng bà. Chồng bà là Michael bay từ Rangoon về thăm sau khi nghe tin bà tuyệt thực ba ngày để đòi được đem vào tù chung với những học sinh bị bắt tại tư gia của bà. Bà ngưng tuyệt thực khi chính quyền hứa sẽ đối xử tốt với học sinh.

### 1990
- 27 tháng 5: Đảng NLD thắng cử (82% phiếu) mặc dù Suu Kyi đang bị giam lỏng. Nhà nước SLORC không chấp nhận kết quả bầu cử.
- 12 tháng 10: Suu Kyi lãnh giải thưởng Nhân quyền Rafto.

### 1991
- 10 tháng 7: Các quốc gia châu Âu trao tặng Suu Kyi giải Nhân quyền Shakarov
- 14 tháng 10: Suu Kyi được trao giải Giải Nobel Hòa bình
- Tháng 12: Sách tựa đề Freedom from Fear (Thoát vòng sợ hãi) được nhà xuất bản Penguin phát hành tại Hoa Kỳ, Anh Quốc, Canada, Úc, New Zealand và được dịch ra tiếng Pháp, tiếng Na Uy, tiếng Tây Ban Nha.
- 10 tháng 12: Hai con trai bà sang Oslo thay mặt mẹ lãnh giải Nobel. Bà quyết định không rời Miến Điện khi nhà nước khuyên bà nên ra khỏi nước và thôi làm chính trị.

### 1992
Suu Kyi công bố bà sẽ dành khoản tiền nhận được từ giải Nobel (khoảng 1,3 triệu đô Mỹ) để tái thiết các trụ sở giáo dục và y tế cho đồng bào Myanmar.

### 1993
- Nhóm người lãnh giải Nobel Hòa bình xin gặp bà nhưng bị nhà nước Myanmar từ chối. Họ sang thăm dân Myanmar tỵ nạn tại Thái Lan và kêu gọi nhà nước Myanmar trả tự do cho Suu Kyi. Sau đó lời kêu gọi này được lặp lại tại Liên Hợp Quốc.

### 1994
- Tháng 2: Những người không phải là thân nhân được thăm Suu Kyi gồm có đại diện Liên Hợp Quốc, nghị viên Mỹ, phóng viên báo New York Times.
- Tháng 9 - 10: Các nhà lãnh đạo chính quyền Myanmar gặp Suu Kyi - bà vẫn đòi một cuộc đối thoại công khai.

### 1995
- 10 tháng 7: SLORC thả Suu Kyi sau 6 năm giam lỏng.

### 1996-2006
Trong nhiều năm sau, Suu Kyi bị kiềm chế về vấn đề đi lại. Bà có cơ hội gọi điện thoại cho thân nhân ở Anh Quốc nhưng ngoài ra không hoạt động gì được. Báo chí do nhà nước quản chế liên tục bôi nhọ bà và nhiều người lo sợ cho an ninh của bà. Mọi nỗ lực để phát huy đảng NLD đều bị dập tắt, nhiều thành viên bị đánh đập và bỏ tù. Một vài tháng sau khi lệnh quản thúc tại gia kết thúc, Suu Kyi có cố gắng tuyên bố trước đám đông công chúng tụ tập tại nhà bà, nhưng sau đó hoạt động này bị dẹp. Tuy nhiên bà vẫn được nhiều người ngưỡng mộ và ủng hộ.
Suu Kyi vẫn tiếp tục có tiếng nói trên thời sự quốc tế. Phóng viên, ký giả vẫn có thể quay phim và phỏng vấn bà. Tại cuộc hội thảo quốc tế về phụ nữ do Liên Hợp Quốc tổ chức tại Bắc Kinh tháng 8 năm 1995, bà gửi video để tường trình các vấn đề chính yếu với diễn đàn các tổ chức phi chính phủ.
Trong khi đó, SLORC đổi tên thành Ủy ban Hòa bình và Xây dựng Quốc gia, nhưng vẫn tiếp tục vi phạm nhân quyền như trước.
Suu Kyi khuyến khích thế giới đừng du lịch và ngưng liên hệ ngoại giao với Myanmar cho đến khi nào nước này có tự do chân chính. Tuy Hoa Kỳ có ra biện pháp cấm vận kinh tế với Myanmar, những nước láng giềng vẫn có liên hệ ngoại giao với nước này và Myanmar đã được nhận vào Hiệp hội các nước Đông Nam Á (ASEAN).
Ngày 27 tháng 3 năm 1999, chồng Suu Kyi qua đời tại London vì bệnh ung thư tuyến tiền liệt ở tuổi 52 khi đang là Giáo sư Oxford. Lần cuối cùng ông bà gặp nhau là vào Giáng sinh năm 1995. Khi biết tin mình bị ung thư, ông cố gắng gặp vợ lần cuối cùng nhưng chính phủ Myanmar không cấp visa cho ông vào Miến điện. Ông xin cấp visa hơn 30 lần, có cả sự can thiệp của Giáo hoàng, Tổng thống Mỹ Bill Clinton nhưng chính phủ Miến điện luôn từ chối và luôn khuyên Suu Kyi xuất cảnh để thăm chồng, nhưng bà từ chối vì biết rằng một khi bà xuất cảnh, chính phủ Myanmar sẽ không bao giờ cho phép bà trở lại Myanmar. Suu Kyi xem sự đau khổ xa cách chồng, ngay cả khi ông chết, là một hy sinh bà phải nhận trong quá trình tranh đấu cho tự do dân tộc Myanmar.
Năm 2004, đặc sứ Liên hiệp quốc Razali Ismali đến Myanmar, thăm bà Suu Kyi, nhưng trong 2 năm sau đó không có người nước ngoài nào được tới gặp bà.
Tháng 5 năm 2006, Phó tổng thư ký Liên hiệp quốc phụ trách chính trị Ibrahim Gambari đến Myanmar để thảo luận với chính quyền quân sự về vấn đề nhân quyền cũng như việc lập lại dân chủ. Ông đã gặp bà Suu Kyi, tuy nhiên nội dung cuộc trò chuyện không được công bố.

### 2007
Cuộc biểu tình của tu sĩ Phật giáo tại Burma bắt đầu ngày 19 tháng 8 năm 2007, khởi nguồn từ sự tăng giá quá cao của xăng dầu. Mặc dầu bị quân đội chính quyền Junta đàn áp tàn bạo nhưng các vị sư sãi vẫn tiếp tục xuống đường lên án nhà nước .
Ngày thứ bảy, 22 tháng 9, mặc dầu đang bị giam lỏng tại tư gia, bà Aung San Suu Kyi xuất hiện trước công chúng tại cổng nhà mình, đón tiếp các vị tăng ni phật giáo trên đường họ kéo về tham gia biểu tình đòi nhân quyền .
Sau đó có tin là Suu Kyi bị bắt đem về nhà tù Insein nơi bà từng bị giam cầm năm 2003 
, nhưng qua cuộc đàm thoại ngày 30 tháng 9 và 2 tháng 10 với phái đoàn Liên Hợp Quốc do ông Ibrahim Gambari dẫn đầu thì bà chỉ tiếp tục bị giam lỏng tại tư gia..

### 2009
Ngày 3 tháng 5, 2009, một người Mỹ tên John Yettaw không hiểu vì lý do gì lại lội ngang hồ Inya. Ông tìm đến nhà bà Suu Kyi xin trú ngụ vì ông ta mệt quá và khi ông ta dự định lội trở về vài hôm sau thì bị bắt. Ngày 13 tháng 5 khi chính quyền Myanmar nghe tin này liền kết tội bà Suu Kyi là vi phạm bản án tù tại gia. Bà bị bắt giam tại trại giam Insein, với nghi án có thể lên đến 5 năm tù ở. Phiên tòa xử bà Suu Kyi và hai người hầu của bà bắt đầu ngày 18 tháng 5. Các nhà ngoại giao và phóng viên báo chí bị cấm theo dõi, nhưng sau đó một số nhân viên ngoại giao của Nga, Thái Lan và Singapore được vào gặp bà Suu Kyi.
Phiên tòa lúc đầu dự định cho kêu mời 22 nhân chứng  đồng thời kết ông Yettaw vào tội làm nhục quốc thể Miến Điện. Bà Suu Kyi tuyên bố là bà vô tội. Bên bị cáo chỉ được gọi 1 nhân chứng (trong 4 người) trong khi bên chính quyền lại kêu 14 nhân chứng. Hai nhân chứng bên bị cáo là Tin Oo và Win Tin (thành viên đảng NLD) bị từ chối. Có tin cho rằng chính quyền Burma dự định tống giam bà Suu Kyi vào một trại lính bên ngoài thủ đô. Tại một phiên tòa khác 
ông Yettaw nói rằng ông lội đến nhà bà Suu Kyi đề cảnh giác bà là bà ta sắp gặp nạn lớn. Cảnh sát trưởng quốc gia sau đó xác định rằng Yettaw là "thủ phạm chính" trong vụ án của bà Suu Kyi. Theo lời của người tùy tùng thì bà Suu Kyi nằm tù trong thời gian quanh ngày sinh nhật thứ 64 của bà.
Vụ bắt giữ và xét xử bà Aung San Suu Kyi bị cả thế giới phản đối, nhất là từ Tổng Thư ký Liên Hợp Quốc Ban Ki-moon, Hội đồng Bảo an Liên Hợp Quốc, các chính phủ tây phương  Nam Phi, Nhật Bản  và Hiệp hội các quốc gia Đông Nam Á (Burma là thành viên của hiệp hội này).
Chính quyền Myanmar phản bác các phản đối này là không tôn trọng truyền thống  và đồng thời chỉ trích Thái Lan đã xen vào chuyện nội bộ của Burma. Ngoại trưởng Burma Nyan Win tuyên bố trên báo nhà nước Ánh sáng Mới Myanmar rằng: Vụ án này được thổi phồng lên để tăng áp lực đến chính phủ Burma do một số phần tử phản động bên trong và ngoài Burma không muốn thấy những thay đổi tốt trong chính sách liên hệ giữa các nước này với Burma. Ông Ban Ki-moon lãnh thỉnh nguyện thư của các nước  đem sang Burma thương lượng nhưng chính quyền Burma khước từ các thỉnh nguyện này.
Chính quyền Burma đình hoãn tuyên án bà Suu Kyi đến ngày 11 tháng 8  và ra án 18 tháng tù tại gia . Bà Suu Kyi do đó sẽ không thể ra ứng cử trong cuộc bầu cử năm tới. Liên Hợp Quốc và chính phủ tại nhiều quốc gia lên tiếng phản đối hành động này của chính quyền Burma.
Ông Yettaw bị tuyên án 7 nằm tù khổ sai.
Ngày 14 tháng 8, nghị sĩ Hoa Kỳ Jim Webb sang gặp chính quyền Myanmar và sau đó thăm bà Suu Kyi. Ông Webb xin tha và Burma quyết định thả và trục xuất Yettaw.
Luật sư của bà Suu Kyi kháng cáo. Ngày 18 tháng 8 tổng thống Hoa Kỳ Barack Obama kêu gọi chính quyền Burma thả tất cả các tù nhân chính trị, trong đó có bà Suu Kyi.
Ngày 25 tháng 9, Suu Kyi chuẩn bị để cùng làm việc với các lãnh đạo quân sự Miến Điện hầu sự cấm vận kinh tế đang áp đặt ở quốc gia này được bãi bỏ. Điều mà trước đây Suu Kyi nhất mực chống lại. Theo lời U Nyan Win, phát ngôn viên vừa là luật sư của Suu Kyi, thì Suu Kyi thảo một bức thư gửi trực tiếp cho nhà lãnh đạo quân đội, Tướng Than Shwe, theo đó bà sẵn sàng hợp tác để làm sao cho việc cấm vận được bãi bỏ. Shwe bỏ ra chừng một tiếng đồng hồ để cùng bà thảo bức thư được miêu tả là "lối suy nghĩ mới" của bà về việc cấm vận. Trong vài ngày tới, bức thư được chính thức nộp cho nhà lãnh đạo quân sự. Luật sư Nyan Win nói Suu Kyi muốn biết có bao nhiêu cấm vận từng áp đặt lên đất nước Miến Điện, và phần lớn mang lại hậu quả tiêu cực đối với đời sống của dân chúng. Trong lá thư bà còn bày tỏ muốn nghe ý kiến của các quốc gia khác đang có đại sứ ở Miến Điện. Đảng đối thủ Liên minh Quốc gia vì Dân chủ của bà, từng thắng cử trong cuộc đầu phiếu năm 1989, chưa quyết định sẽ tham gia cuộc tuyển cử trở lại vào năm 2010 hay không. Quyết định tiếp xúc với chánh đảng quân sự của Suu Kyi đến cùng lúc với chính sách thay đổi của Hoa Kỳ đối với Miến Điện.
Ngoại trưởng Mỹ Hillary Clinton công bố ngày 23/9 rằng Hoa Kỳ sẽ cố liên hệ trực tiếp với các nhà lãnh đạo Miến mà không phải bãi bỏ việc cấm vận hiện tại. Theo bà, đây là một phần của sự tái duyệt chính sách đã được công bố từ Tháng Hai, và chi tiết sẽ được đưa ra trong vài ngày sắp đến. Sự tái duyệt chính sách này bị chậm lại vào tháng 5 sau khi có sự gia hạn việc quản chế dành cho Suu Kyi. Suu Kyi tuyên bố ngày 24/9 rằng bà tán đồng sự thay đổi chính sách của Hoa Kỳ, nhưng nhấn mạnh rằng bất cứ quan hệ nào của Mỹ cũng sẽ đều gặp sự chống đối. Bà Clinton nói, "Chúng ta muốn thấy có sự cải cách về dân chủ; một chính quyền biết đáp ứng nguyện vọng của nhân dân Miến; thả lập tức và không điều kiện những tù nhân chính trị, kể cả bà Aung San Suu Kyi; đối thoại nghiêm túc với phe chống đối và các nhóm thuộc sắc tộc thiểu số."
Ngày 2 tháng 10, một tòa án tại Myanmar ra phán quyết bác bỏ đơn xin trả tự do của Suu Kyi, theo luật sư của bà. Suu Kyi nói việc kết tội bà là không đúng, nhưng tòa ở Yangon bác bỏ đơn này. Ông nói rằng các luật sư đại diện cho Suu Kyi sẽ đưa đơn lên Tối cao Pháp viện trong vòng 60 ngày và nếu điều này thất bại sẽ tiếp tục kiện lên tòa kháng án đặc biệt tại thủ đô mới ở Naypyidaw. Phán quyết của tòa án Myanmar đưa ra trong lúc có sự thay đổi trong chính sách của Hoa Kỳ đối với chính quyền quân phiệt tại Myanmar.
Suu Kyi gặp một viên chức chính quyền quân sự ngày 7 tháng 10. Đây là cuộc gặp gỡ thứ nhì trong một tuần kể từ khi bà lên tiếng kêu gọi mở ra một thời đại hợp tác. Cuộc họp không được loan báo trước giữa Suu Kyi và Bộ trưởng Giao tế Aung Kyi diễn ra tại một nhà khách chính phủ gần căn nhà bên bờ hồ của bà ở Yangon và kéo dài chừng nửa giờ đồng hồ. Chi tiết của cuộc gặp gỡ này không được tiết lộ.
Nyan Win, phát ngôn viên của đảng Liên đoàn quốc gia Dân chủ, tin rằng điều này có thể liên hệ đến lá thư của Suu Kyi và sự tiếp nối của cuộc họp ngày 3 tháng 10. Phía đảng Liên đoàn quốc gia Dân chủ đòi hỏi là nếu muốn có sự hợp tác, phía chính quyền phải trả tự do cho thành phần tranh đấu còn đang bị giam giữ và cho mở cửa văn phòng đại diện của đảng Liên đoàn quốc gia Dân chủ trên cả nước.

### 2010
Chiều ngày 13 tháng 11 năm 2010, theo chiếu lệ của tòa án Miến Điện, Aung San Suu Kyi được trả tự do, sau khi bị quản thúc tại gia 15 năm trong 21 năm qua.
Đây là ngày được ấn định là hết hạn giam giữ theo một phán quyết của tòa án trong tháng 8 năm 2009. Bà được thả sáu ngày sau cuộc tổng tuyển bị cử chỉ trích rộng rãi. Bà xuất hiện trước một đám đông người ủng hộ đổ xô đến nhà bà ở Rangoon, khi rào chắn gần đó đã được gỡ bỏ bởi các lực lượng an ninh.The Light tờ báo của chính phủ mới của Myanmar nói việc thả tự do là tích cực, nói rằng bà đã được ân xá sau khi chấp hành hình phạt "tốt". The New York Times cho rằng chính phủ quân sự có thể đã thả Suu Kyi bởi vì họ cảm thấy đó là ở một cách để kiểm soát người ủng hộ bà sau cuộc bầu cử. Vai trò Suu Kyi thể hiện trong tương lai đối với dân chủ ở Miến Điện vẫn còn là một chủ đề của nhiều cuộc tranh luận.
Con trai Kim Aris của bà đã được cấp thị thực trong tháng 11 năm 2010 để gặp lại mẹ của mình ngay sau khi được thả, lần đầu tiên trong 10 năm. Anh đã thăm một lần nữa vào ngày 05 Tháng 7 năm 2011, đi cùng bà trên một chuyến đi đến Bagan, chuyến đi đầu tiên ra bên ngoài Yangon từ năm 2003. Con trai của bà đã đến thăm một lần nữa trong 08 tháng 8 năm 2011, đi cùng bà trên một chuyến đi đến Pegu.
Các cuộc thảo luận đã được tổ chức giữa Suu Kyi và chính phủ Miến Điện trong năm 2011, dẫn đến một số cử chỉ chính thức để đáp ứng nhu cầu của bà. Trong tháng mười, khoảng 1/10 của các tù nhân chính trị Miến Điện trả tự do ân xá và tổ chức công đoàn đã được hợp pháp hóa.
Tháng 11 năm 2011, sau một cuộc họp của các nhà lãnh đạo, NLD tuyên bố ý định đăng ký lại như một đảng chính trị để tranh 48 vị trí nghị sĩ. Sau quyết định, Suu Kyi đã tổ chức điện đàm với Tổng thống Mỹ Barack Obama, trong đó đồng ý rằng Ngoại trưởng Hillary Clinton sẽ thực hiện một chuyến viếng thăm Miến Điện, một cuộc viếng thăm nhận được phản ứng thận trọng từ đồng minh Trung Quốc. Vào ngày 1 tháng 12 năm 2011, Suu Kyi gặp với Hillary Clinton tại nơi cư trú của nhà ngoại giao hàng đầu của Mỹ tại Yangon.
Ngày 21 tháng 12 năm 2011, Thủ tướng Thái Lan Yingluck Shinawatra gặp Suu Kyi tại Yangon, trở thành "lần đầu tiên cuộc họp với nhà lãnh đạo của một quốc gia nước ngoài" của Suu Kyi.
Ngày 5 tháng 1 năm 2012, Bộ trưởng Ngoại giao Anh William Hague đã gặp bà Aung San Suu Kyi và đối tác Miến Điện của mình. Đây là một chuyến thăm quan trọng cho Suu Kyi và Miến Điện. Suu Kyi học tại Vương quốc Anh và duy trì mối quan hệ, trong khi Anh là nhà tài trợ song phương lớn nhất của Miến Điện. Aung San Suu Kyi là chuyến thăm của bà tới châu Âu và thăm quốc hội Thụy Sĩ và nhận giải thưởng Nobel năm 1991 ở Oslo.

## Bầu cử năm 2012

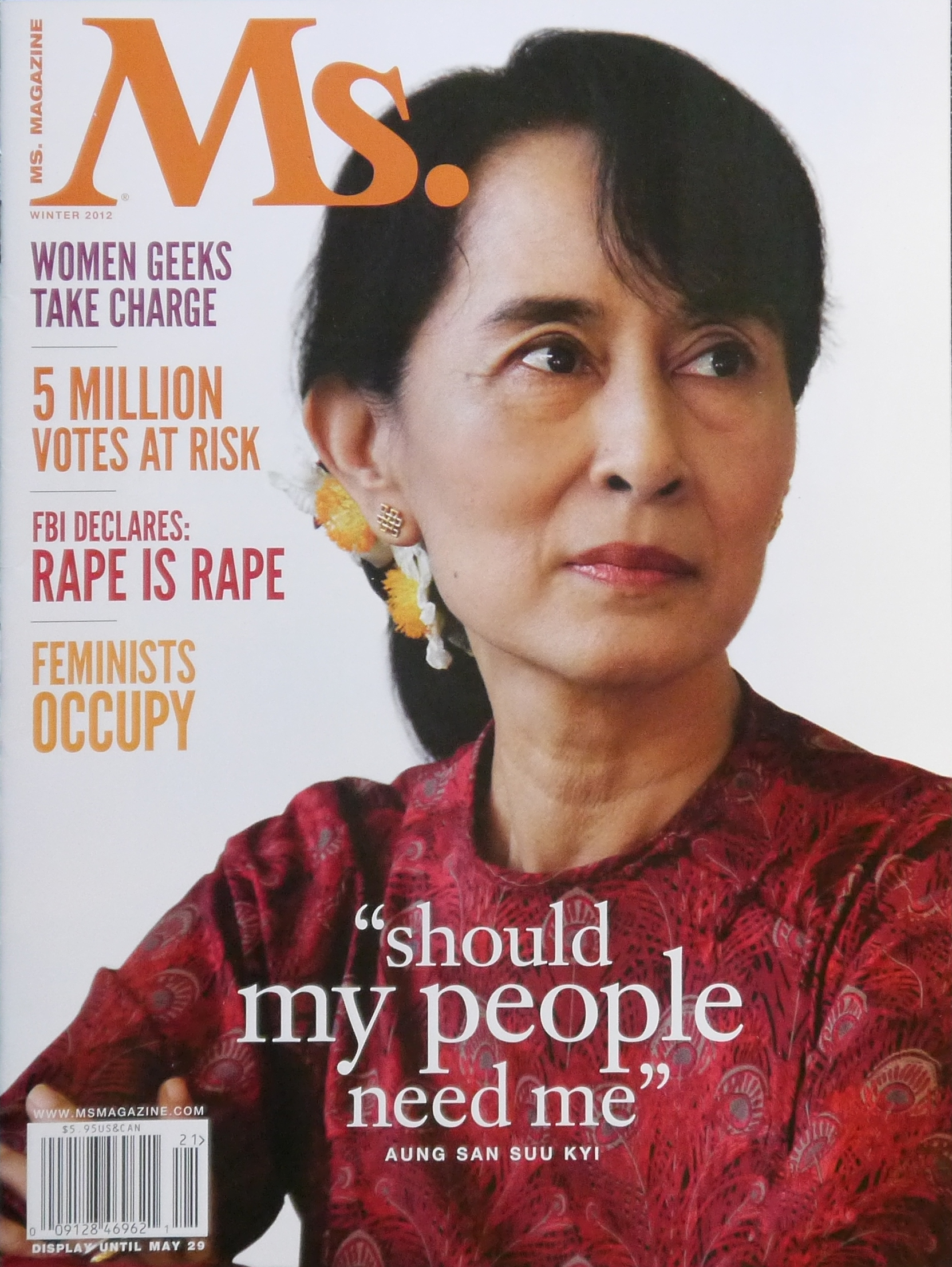
Suu Kyi (2012)

Trong 1 bài phát biểu chính thức của chiến dịch phát sóng trên MRTV truyền hình nhà nước Miến Điện của ngày 14 tháng 3 năm 2012, Suu Kyi công khai vận động cải cách Hiến pháp năm 2008, loại bỏ các luật hạn chế, bảo vệ đầy đủ hơn quyền dân chủ của người dân, và thành lập tư pháp độc lập. Bài phát biểu đã bị rò rỉ trên internet một ngày trước khi nó được phát sóng. Một đoạn văn trong bài phát biểu, tập trung vào kiểm soát của Quân đội Miến điện bằng pháp luật, đã bị kiểm duyệt bởi chính quyền.
Suu Kyi cũng đã kêu gọi các phương tiện truyền thông quốc tế giám sát cuộc bầu cử sắp tới, trong khi công khai chỉ ra bất thường trong danh sách cử tri chính thức, trong đó bao gồm các cá nhân đã chết và loại trừ các cử tri đủ điều kiện khác trong bầu cử gây tranh cãi. Vào ngày 21 tháng 3 năm 2012, bà Aung San Suu Kyi đã được trích dẫn khi nói "Gian lận và vi phạm quy tắc đang diễn ra và chúng tôi thậm chí có thể nói rằng chúng đang gia tăng."
Ngày 01 Tháng tư 2012, NLD tuyên bố rằng Suu Kyi đã thắng cử một ghế trong Quốc hội.

## Nắm quyền lãnh đạo
Ngày 8 tháng 11 năm 2015, Đảng NLD của bà Suu Kyi giành thắng lợi áp đảo trong cuộc tổng tuyển cử khi giành được 126 ghế trong quốc hội. Tuy nhiên, hiến pháp Myanmar do quân đội soạn thảo năm 2008 cấm bà Suu Kyi làm tổng thống vì người chồng quá cố Michael Aris và hai con trai của bà đều mang quốc tịch Anh, do vậy bà nói là sẽ đứng trên tổng thống.
Ngày 30 tháng 3 năm 2016, bà được giữ hai chức vụ ngoại trưởng và chánh Văn phòng Tổng thống Miến Điện. Ngày 2 tháng 4 năm 2016, bà chính thức trở thành cố vấn quốc gia Miến Điện, một chức vụ được tạo ra riêng cho bà. Các đại biểu quốc hội thuộc quân đội đã phản đối chức này cho đó là vi hiến và tẩy chay bỏ phiếu. Sự phối hợp nhiều công việc có nghĩa là bà sẽ giám sát cơ quan tổng thống, quyết định chính sách đối ngoại và phối hợp những quyết định giữa ngành hành pháp và các lãnh tụ quốc hội. Trong một tuần bà đã được phong làm bộ trưởng bộ giáo dục và bộ năng lượng nhưng đã từ bỏ 2 chức vụ này vào tuần kế tiếp.

### Khủng hoảng chính trị năm 2017
Aung San Suu Kyi bị chỉ trích vì sự im lặng và thiếu hành động của mình đối với vấn đề người Hồi giáo thiểu số ở Myanmar, cũng như không ngăn chặn việc vi phạm nhân quyền của quân đội đối với nhóm này Bà đã đáp trả: "Hãy chỉ cho tôi một quốc gia không có vấn đề nào về nhân quyền"
Tháng 8 năm 2017, Aung San Suu Kyi bảo vệ hành động của chính phủ, nói rằng chính phủ Myanmar "đã bắt đầu bảo vệ tất cả mọi người ở Rakhine một cách tốt nhất có thể và nói rằng truyền thông (phương tây) không nên đưa ra các thông tin sai lệch" Phản ứng của bà sau đó đã bị chỉ trích bởi các nhà lãnh đạo như Desmond Tutu. The Economist đã chỉ trích lập trường của bà Suu Kyi, lập luận rằng: "bạo lực ở Rakhine đã đạt đến mức tán tận lương tâm không còn thể biện minh cho sự thụ động liên tục nữa." 
Xem thêm Cuộc đàn áp người Rohingya tại Myanmar 2016-17

## Vụ chính biến ngày 1 tháng 2 năm 2021
Cố vấn nhà nước Aung San Suu Kyi và các quan chức cấp cao trong đảng cầm quyền Myanmar bất ngờ bị bắt trong một cuộc đột kích của quân đội vào sáng ngày 1 tháng 2 năm 2021. Động thái trên diễn ra sau nhiều ngày leo thang căng thẳng giữa chính phủ dân sự và lực lượng quân đội Myanmar, làm dấy lên lo ngại về nguy cơ xảy ra đảo chính sau một cuộc bầu cử cuối năm 2020.

## Danh hiệu
Cho tới năm 2014, bà xếp thứ 61 trong danh sách 100 người phụ nữ quyền lực nhất theo Forbes.
Ngày 16/6/2012, Ủy ban Giải Nobel Hòa Bình đã chính thức trao giải Nobel Hòa Bình năm 1991 cho bà Suu Kyi. Buỗi lễ với sự hiện diện của vua Harald, hoàng hậu Sonja, thái tử Haakon, thủ tướng Jens Stoltenberg, chủ tịch quốc hội Dag T. Andersen, và lãnh đạo các chính đảng của Nauy. Chủ tịch Ủy ban, ông Thorbjørn Jagland đọc diễn văn chào đón Aung San Suu Kyi. Diễn văn nhấn mạnh gương tranh đấu của Aung San Suu Kyi đã mang lại hi vọng cho thế giới. Chế độ quân phiệt càng quản chế và cô lập mạnh bao nhiêu, tiếng nói của bà càng rõ hơn. Lý tưởng và sự tranh đấu kiên trì của bà đã động viên được người dân Miến và chiến thắng được chế độ quân phiệt. Tự do và dân chủ không do nhà cầm quyền hay luật pháp ban phát. Những giá trị cao quý đó phải do tranh đấu bền bỉ mà có. Thành quả tranh đấu của Aung San Suu mang một thông điệp: chế độ độc tài có tất cả mọi thứ trong tay nhưng họ rất sợ dân chủ và trước sau cũng sụp đổ.
Ngày 6/10/2017, bà Aung San Suu Kyi đã bị thành phố Oxford tước giải thưởng nhân quyền với lý do là "những quan ngại sâu sắc về sự đối xử với người Hồi giáo Rohingya" xảy ra khi bà nắm quyền. Trường cao đẳng St Hugh thuộc Đại học Oxford, trường cũ của bà Suu Kyi, đã gỡ bỏ bức chân dung của bà tại phòng trưng bày. Nghiệp đoàn lớn thứ hai của Vương quốc Anh, tuyên bố họ sẽ đình chỉ tư cách thành viên danh dự của bà.
Theo tờ Independent của Anh, đã có hơn 400.000 người ký tên đòi tước giải Nobel hòa bình của bà Aung San Suu Kyi, những người này quy trách nhiệm cho bà về sự đàn áp của chính phủ Myanmar với người Hồi giáo tại bang Rakhine.
Vào đầu tháng 10 năm 2018, cả Thượng viện và Hạ viện Canada đã bỏ phiếu nhất trí tước bỏ quyền công dân danh dự của bà Aung San Suu Kyi. Quyết định này là do Chính phủ Canada tuyên bố rằng chính phủ Myanmar của bà đã đàn áp người Rohingya.
Vào ngày 11 tháng 11 năm 2018, Tổ chức Ân xá Quốc tế thông báo họ sẽ thu hồi giải thưởng "Đại sứ Lương tâm" của bà.

## Các tác phẩm chính trị nổi bật
- Freedom from fear: là tên của một bài viết nổi tiếng của bà Suu Kyi. Đây cũng là tên của cuốn sách tập hợp các bài viết của bà. Nội dung chính nhấn mạnh về sự đấu tranh cho dân chủ và tự do.[94]
- "It is not power that corrupts but fear. Fear of losing power corrupts those who wield it and fear of the scourge of power corrupts those who are subject to it." (không phải quyền lực mà là sự sợ hãi làm cho người ta thối nát. Sợ mất quyền thế làm cho những kẻ đương quyền trở nên đồi bại, và sợ bị những kẻ quyền thế trừng phạt làm cho những người bị trị sai lạc). Phát biểu khi được nhận giải Freedom of Glasgow.[95]
- "Bất cứ nơi nào sự đau khổ bị làm ngơ thì ở đó sẽ có mầm mống của xung đột...". Bài phát biểu trong buổi lễ nhận giải Nobel 16/6/2012 có thể đọc ở đây.[96]
- Letters From Burma
- Aung San of Burma
- The Voice of Hope

Tại Việt Nam một cuốn sách dựa trên một số tác phẩm của bà được xuất bản với tên "Aung San Suu Kyi - Đấu tranh cho tự do", do Nhà xuất bản Văn hóa thông tin ấn hành

## Phim ảnh
Năm 2011, một phim tiểu sử về một đoạn đời của bà đã được một tổ hợp Anh-Pháp thực hiện, với tựa đề The Lady do Luc Besson làm đạo diễn, với sự góp mặt của Dương Tử Quỳnh trong vai Aung San Suu Kyi và David Thewlis trong vai người chồng quá cố của bà là Michael Aris.